# The Supremes
The Supremes var en amerikansk vokalgruppe inden for soul- og rhythm and blues-genren. Gruppen, der var fra Detroit, bestod i sin storhedstid af Florence Ballard, Mary Wilson og Diana Ross.
Efter at være begyndt som en pigekvartet i 1959 under navnet The Primettes fik gruppen via Smokey Robinson kontakt til Berry Gordy, direktør i Motown Records. Efter nogen tøven gav han gruppen en kontrakt i 1961, hvor gruppen havde taget navnet The Supremes og havde etableret sig som trio med Ballard, Wilson og Ross. De første par år udsendte gruppen flere plader uden den store succes, men i 1963 opnåede den et lille gennembrud med "When the Lovelight Starts Shining Through His Eyes", og kort efter kom gruppens første hitlistetopplacering med "Where Did Our Love Go".
I de følgende år var gruppen flagskibet hos Motown. The Supremes er den mest succesfulde vokalgruppe gennem tiderne med 12 førstepladser på Billboard Hot 100-listen og seks førstepladser på R&B-hitlisten. Successen var dog relativt kortvarig, idet der opstod intern uro i gruppen omkring 1967, hvor det blev tydeligt, at Motown var interesseret i Diana Ross som frontfigur og en ændring af gruppens navn til Diana Ross & the Supremes. Samtidig havde Ballard problemer med alkoholmisbrug og forøget vægt, og hun blev fyret i gruppen og erstattet af Cindy Birdsong. Gruppen havde i den følgende tid ikke held til at få så store hits som tidligere, og i 1969 ønskede Motown at satse på en solokarriere til Ross.
I perioden 1971-1977 søgte gruppen med Wilson og varierende andre sangere at fortsætte som trio uden Ross og havde de første par år nogle top 20-hits, men derpå levede gruppen primært med sceneoptrædener indtil afskedskoncerten i 1977. Senere forsøg på at genetablere gruppen er slået fejl.

## Historien

### Starten
Gruppen begyndte i 1959 under navnet The Primettes. I udgangspunktet bestod de af Ballard, Wilson, Ross og Betty McGlown, alle fra det samme nabolag i Detroit, og var tænkt som et modstykke til den mandlige sanggruppe The Primes (med blandt andet Paul Williams og Eddie Kendricks som senere var med at danne The Temptations). The Primettes sang på klubber og deltog i talentkonkurrencer og opnåede en vis lokal popularitet. Senere kom guitaristen Marv Tarplin med.
Efter at have vundet en større talentkonkurrence forsøgte de fire kvindelige medlemmer at få en pladekontrakt, og de tog kontakt til Smokey Robinson (en tidligere nabo til Ross), som dengang sang i The Miracles, og bad ham hjælpe med at give dem mulighed for at synge for Motown-direktøren Berry Gordy. Robinson gik med til det, men overtalte dem samtidig til at lade ham få lov til at overtage guitaristen Tarplin, og prøvesangen blev dermed a cappella. Gordy syntes, at pigerne var for unge og uerfarne, og han bad dem komme tilbage, når de var færdige med high school. Det lykkedes alligevel de fire piger at få udgivet en single ("Tears of Sorrow"/"Pretty Baby") hos et andet selskab, uden at denne dog blev nogen succes.
Kort efter forlod McGlown gruppen og blev erstattet af Barbara Martin. Gruppen forsøgte fortsat at overtale Gordy, og de fik nu og da adgang til at synge mindre baggrundsvokal, håndklap m.v. på indspilninger med andre Motown-kunstnere, såsom Marvin Gaye og Mary Wells. I januar 1961 fik de egen kontrakt, nu under navnet The Supremes. Barbara Martin forlod gruppen i foråret 1961, og Ross, Ballard og Wilson etablerede sig som en trio.

### Succes
Fra 1961 til 1963 udgav The Supremes, hovedsagelig med materiale af Gordy og Robinson, otte singler, der dog ikke blev de store hits. I december 1963 udgav de "When the Lovelight Starts Shining Through His Eyes", gruppens første sang skrevet af produktionsteamet Holland-Dozier-Holland. Sangen nåede en 23. plads på Billboard Hot 100. Det følgende år kom "Where Did Our Love Go", også skrevet af Holland-Dozier-Holland; denne nåede førstepladsen i USA og en tredjeplads i England. De næste fire sange opnåede ligeledes førstepladser i USA: "Baby Love", "Come See About Me", "Stop! In the Name of Love" og "Back in My Arms Again".
På denne tid havde Gordy bestemt, at Ross skulle være gruppens forsanger og frontfigur, en rolle gruppens medlemmer tidligere havde delt ligeligt mellem sig. Motown lagde stor vægt på, at The Supremes skulle fremstå feminint og ikke som en imitation af mandlige sanggrupper. Musikalsk skete dette gennem Ross' rolige stemme, og i optræden gennem nøje udtænkt sminke, påklædning og koreografi. Det var vigtigt for selskabet, at gruppen appellerede såvel det hvide som til det sorte publikum, hvilket lykkedes.
I midten af 1960'erne var The Supremes blevet internationale stjerner. De optrådte på de fineste natklubber og gav koncerter på Broadway. Repertoiret blev samtidig udvidet til også at omfatte standardpopsange, noget som lå godt til Diana Ross' stemme. Mens det tidligere havde været normen, at hvide kunstnere indspillede og populariserede sorte rock 'n' rollsange, skete der med The Supremes det modsatte. Gruppen var også blandt de første sorte grupper, der hyppigt optrådte på de mest populære amerikanske tv-shows (f.eks. 17 gange hos Ed Sullivan), og de gødede derved jorden for senere Motown-successer som The Temptations, The Four Tops og Jackson Five.
Successen førte til Supremes-musik i flere film, og i 1965 var de også på lærredet i filmen Beach Ball. Det blev til flere topplaceringer på hitlisterne, blandt andet med "I Hear a Symphony", "You Can't Hurry Love" og "You Keep Me Hangin' On". Med Supremes A' Go-Go blev de den første kvindegruppe, som nåede toppen på Billboards albumliste, hvor de tog førstepladsen fra The Beatles-albummet Revolver.

### Ændringer og uro
Ross' mere fremtrædende rolle skabte efter nogen tid uro i gruppen. Dette blev ikke bedre af, at Ross og Gordy i en periode var kærester. Ballard følte sig tilsidesat og fik problemer med alkohol og med sin vægt, hvilket ikke var positivt for gruppens scene-image. Til trods for at gruppen tidligt i 1967 havde yderligere to tophits ("Love Is Here and Now You're Gone" og "The Happening"), var venskabet og samarbejdsklimaet kvinderne imellem under stadig forværring. På denne tid besluttede Gordy også, at navnet skulle ændres til Diana Ross & the Supremes. I juli blev Ballard fyret, og Cindy Birdsong overtog hendes plads.
The Supremes' popularitet var nu dalende. Fra 1967 til 1969 var det blot seks ud af elleve singler som nåede top 20 i USA, og kun én ("Love Child") kom helt til tops. Årsagerne var flere: Det var uro og dårligt klima i gruppen. Holland-Dozier-Holland havde forladt Motown i 1968 på grund af økonomiske uenigheder, og den generelle musiksmag havde ændret sig.
I 1969 begyndte arbejdet med at lancere Diana Ross som solokunstner, og Jean Terrell blev hentet ind som erstatning for Ross. Terrell medvirkede på pladeindspillinger med Wilson og Birdsong, mens Ross fortsat turnerede med de to. Samtidig indspillede Ross plader, som skulle udgives under eget navn, herunder "Someday We'll Be Together". Gordy ønskede imidlertid et sidste hit med Diana Ross & the Supremes, og pladen blev udgivet under dette navn, til trods for at hverken Mary Wilson eller Cindy Birdsong var med. Sangen nåede en førsteplads, gruppens tolvte.
I november 1969 blev det offentliggjort, at Diana Ross skulle gå solo. Den 21. december 1969 havde gruppen sin sidste fælles optræden hos Ed Sullivan, og den 14. januar 1970 gav de den sidste koncert i Las Vegas. Optagelser for dette show blev udgivet på dobbelt-albummet Farewell.

### The Supremes igen
Under afslutningskoncerten blev Terrell offentligt præsenteret som medlem af gruppen, som igen tog sit gamle navn, The Supremes. De første par år fik de flere hit-singler, omend ingen nåede helt til tops. "Up the Ladder to the Roof", "Stoned Love", "Nathan Jones" og "Floy Joy" kom alle ind på top 20 i USA, det samme gjorde en gruppeduetversion af Ike og Tina Turners "River Deep – Mountain High" sammen med The Four Tops.
I april 1972 forlod Birdsong gruppen. Hun blev erstattet af Lynda Laurence, men Birdsong kom tilbage igen året efter. Terrell blev herefter udskiftet med Scherrie Payne. Motown havde nu flyttet virksomheden til Los Angeles og satsede mere på film end musik.
Pladesalget for det nye Supremes var mindre succesfuldt, men gruppens koncerter var fortsat efterspurgte, særlig i Japan og i Storbritannien. Gruppen havde endvidere en vis succes med sange i discogenren, og fik tre førstepladser på disco-hitlisterne.
12. juni 1977 gav The Supremes afskedskoncert på Drury Lane-teatret i London. I det sidste år havde Birdsong været erstattet af Susaye Greene.

## Arven efter Supremes

### Hædersbevisninger
Tre af The Supremes' sange er inkluderet i Grammy Hall of Fame: "Where Did Our Love Go", "You Keep Me Hangin' On" og "Stop! In the Name of Love".
I 1994 fik de en stjerne på Hollywood Walk of Fame. I 1988 blev gruppen (med besætning Ross, Wilson og Ballard) indvalgt i Rock and Roll Hall of Fame, og to af deres sange ("Stop! In the Name of Love" og "You Can't Hurry Love" er på Rock and Roll Hall of Fames liste over 500 sange, som formede rocken. Samme år blev de indvalgt i Vokalgruppernes Hall of Fame.
Bladet Rolling Stone har placeret dem som nummer 96 på listen over alle tiders 100 største kunstnere.

### Arbejder baseret på The Supremes' karriere
Filmen Sparkle fra 1976 handler om den fiktive trio Sister & the Sisters fra Harlem med en karriere, der minder meget om The Supremes'. Curtis Mayfield skrev musikken, som blev meget populær. Aretha Franklin sang.
Musicalen Dreamgirls opnåede 1522 forestillinger på Broadway i december 1981. Musicalen handler om gruppen The Dreams fra Chicago med klare lighedstegn med The Supremes' karriere. Fokus er på figuren Effie White, som modsvarer Florence Ballard. Musikalen fik Tony-prisen. I 2006 kom filmen Dreamgirls baseret på musicalen. Filmens Dreamgirls er endnu nærmere virkelighedens Supremes. Blandt andet kommer The Dreams i filmen fra Detroit, og flere af pladeomslagene i filmen er nærmest kopier af originalerne.

### Genforeninger
I 1980'erne forelå planer om genforening af gruppen med besætningen fra 1974 (Mary Wilson, Cindy Birdsong og Scherrie Payne), uden at dette dog første til noget.
Diana Ross optrådte i 1983 sammen med Wilson og Birdsong og fremførte "Someday We'll Be Together" i et tv-show i forbindelse med Motowns 25 års jubilæum.
I 2000 var der planer om en genforeningsturné med de tre, Diana Ross & the Supremes: Return to Love, men grundet uenighed om fordeling af honorarer blev dette ikke til noget. I stedet blev turneen gennemført med Ross, Scherrie Payne og Lynda Laurence, selvom disse tre aldrig tidligere havde været sammen i gruppen. Turneen blev en flop og aflyst midtvejs.

### Senere grupper
Fra 1986 turnerede Jean Terrell, Scherrie Payne og Lynda Laurence under navnet The FLOS (Former Ladies of the Supremes). I 1992 afsluttede Terrell samarbejdet, og Sundray Tucker (Laurences søster), der tidligere havde prøvesunget for The Supremes, kom ind i stedet. I 1996 gik Tucker ud af gruppen igen og blev da erstattet af Freddi Poole. The FLOS havde sit 20-årsjubilæum i 2006 med Birdsong, Tucker og Susaye Greene blandt publikum.
Kaaren Ragland, som har sunget back-up for Mary Wilson efter at denne forlod The Supremes, leder en gruppe som kalder sig Sound of the Supremes.

## Gruppemedlemmer
- Florence Ballard (1959–67)
- Betty McGlown (1959–60)
- Mary Wilson (1959–77)
- Diana Ross (1959–70)
- Barbara Martin (1960–62)
- Cindy Birdsong (1967–72, 1973–76)
- Jean Terrell (1970–73)
- Lynda Laurence (1972–73)
- Scherrie Payne (1973–77)
- Susaye Greene (1976–77)

## Diskografi
The Supremes opnåede 12 førstepladser på den amerikanske Billboard Top 100 singlehitliste og tre førstepladser på den tilsvarende Top 200 albumhitliste med:
Nr. 1 hitsingler
- "Where Did Our Love Go" (1964)
- "Baby Love" (1964)
- "Come See About Me" (1964)
- "Stop! In The Name of Love" (1965)
- "Back In My Arms Again" (1965)
- "I Hear a Symphony" (1965)
- "You Can't Hurry Love" (1966)
- "You Keep Me Hangin' On" (1966)
- "Love Is Here and Now You're Gone" (1967)
- "The Happening" (1967)
- "Love Child" (1968)
- "Someday We'll Be Together" (1970) [6]

Nr. 1 album
- The Supremes A' Go-Go (1965)
- Diana Ross and the Supremes Greatest Hits (1966)
- TCB (1969)

## Eksterne links
- Wikimedia Commons har flere filer relateret til The Supremes
- Interview med Mary Wilson i Blues & Soul maj 2009 Arkiveret 15. juni 2009 hos  Wayback Machine (engelsk)
- Supremes-udvalg på YouTube
- Rock and Roll Hall of Fame om The Supremes Arkiveret 26. april 2019 hos  Wayback Machine (engelsk)
- Vokalgruppenes Hall of Fame om The Supremes Arkiveret 27. august 2009 hos  Wayback Machine (engelsk)